# 黄绿香青
黄绿香青（学名：Anaphalis virens）是菊科香青属的植物，是中国的特有植物。分布于中国大陆的四川、云南等地，生长于海拔1,800米至3,600米的地区，多生长在低山草地、亚高山以及岩石间，目前尚未由人工引种栽培。